# Plume d'ange
Albums de Claude Nougaro
Olympia 1977
(1977) Tu verras
(1978)
Plume d'ange est un album de Claude Nougaro, il sort en juin 1977 sous le label Barclay.

## Autour de l'album
- Référence originale : Barclay 90 137

La chanson Le K du Q est une nouvelle version du titre Un grain de folie précédemment enregistré sur l'album Sœur Âme.

## Titres
| 1. | Plume d'ange                          | Claude Nougaro              | Jean-Claude Vannier | 15:07 |
| 2. | Le K du Q                             | Claude Nougaro              | Claude Nougaro      | 4:02  |
| 3. | Pablo                                 | Claude Nougaro              | Maurice Vander      | 4:10  |
| 4. | Jalousie                              | Claude Nougaro              | Claude Nougaro      | 6:08  |
| 5. | Quasimodo                             | Claude Nougaro              | Maurice Vander      | 2:58  |
| 6. | Comme une Piaf (Beauty and the beast) | Claude Nougaro (adaptation) | Wayne Shorter       | 3:50  |